# Flottille 21F
 (juin 2013).
Si vous disposez d'ouvrages ou d'articles de référence ou si vous connaissez des sites web de qualité traitant du thème abordé ici, merci de compléter l'article en donnant les références utiles à sa vérifiabilité et en les liant à la section « Notes et références ».
La flottille 21F est une flottille de l'aviation navale française créée le 27 juin 1940 et toujours active.

## Historique
La Flottille 21F est une force de l'aéronautique navale dont l'état major est à Toulon.
- La Flottille 21F est l'héritière de l'escadrille 2B créée le 27 juin 1940 à Casablanca dans la province de Médiouna au Maroc[2].
- Armée à cette époque de bombardiers Glenn Marlin 167F de construction américaine, elle mène des opérations en Afrique française du nord et Afrique occidentale française.
- Après avoir fusionné avec la Flottille 3F, la Flottille 2B est créée et est affectée à Port-Lyautey en mai 1941. Elle combat et subit de lourdes pertes en novembre 1942.
- Elle est dissoute le 21 avril 1944.
- La Flottille 11F est créée le 1er juillet 1952 sur la BAN Lartigue. Elle est équipée de Lancaster ASM et reçoit l'insigne de la 2B : La gazelle de Tindouf[3].
- Armée de Lancaster puis de Neptune P2V6, elle devient 21F lors de la réorganisation générale de l'Aéronautique Navale en juillet 1953[2].
- C'est après la guerre d'Algérie (en novembre 1963) que la 21F s'installe à Nîmes-Garons.
- Le 15 décembre 1965, elle est la première Flottille à recevoir le Bréquet 1150 Atlantic.
- En 30 ans, la 21F totalise 100 000 heures de vol, et remplace, à partir de septembre 1993, ses Atlantic (ATL1) par des Atlantique 2 (ATL2)[2].
- Le 17 juin 2000, la Flottille 21F est parrainée par la commune d'Elancourt (Yvelines).
- La 21F totalise, en 2008, plus de 45 000 heures de vol sur ATL2.
- À la suite de la fermeture de la BAN Nîmes-Garons, elle retrouve Lann-Bihoué en 2011.

## Missions[4]
Aéromaritimes :
- Lutte anti-surface
- Lutte anti-sous-marine
- Contre terrorisme maritime
- Lutte contre les trafics illicites
- Renseignement à la mer
- Lutte contre les pollutions.
- Surveillance des pêches
- Sauvetage en mer

Aéroterrestres :
- Recherche de renseignement
- Soutien aux opérations terrestres et aéroterrestres (PC volant, relais radio)
- Guidage de dispositif d'appui sur objectifs terrestres

Extérieures :
- Sénégal: SAR (Searche And Rescue)
- Djibouti: opération Khor Angar de 1998 à 2000 contexte post 11 septembre: opérations Enduring Freedom, Héracles
- Côte d'Ivoire: opération Licorne
- Tchad: opération Épervier
- Rwanda: opération Artémis
- Liban: opération Baliste
- Thaïlande: opération humanitaire (tsunami)
- Guyane: surveillance des tirs de la fusée Ariane et lutte Narco-trafic
- Déploiement divers dans le cadre de l'OTAN

## Bases
- BAN Lartigue (juillet 1953-décembre 1963)
- BAN Lann-Bihoué (juin 1958-février 1959)
- BAN Nîmes-Garons (décembre 1963-juin 2011)
- BAN Lann-Bihoué (depuis juillet 2011)

## Appareils
- Lockheed P2V-6 Neptune (juillet 1953-septembre 1965)
- Breguet Br-1150 Atlantic (décembre 1965-juin 1993)
- Dassault Atlantique ATL2 (depuis septembre 1993)

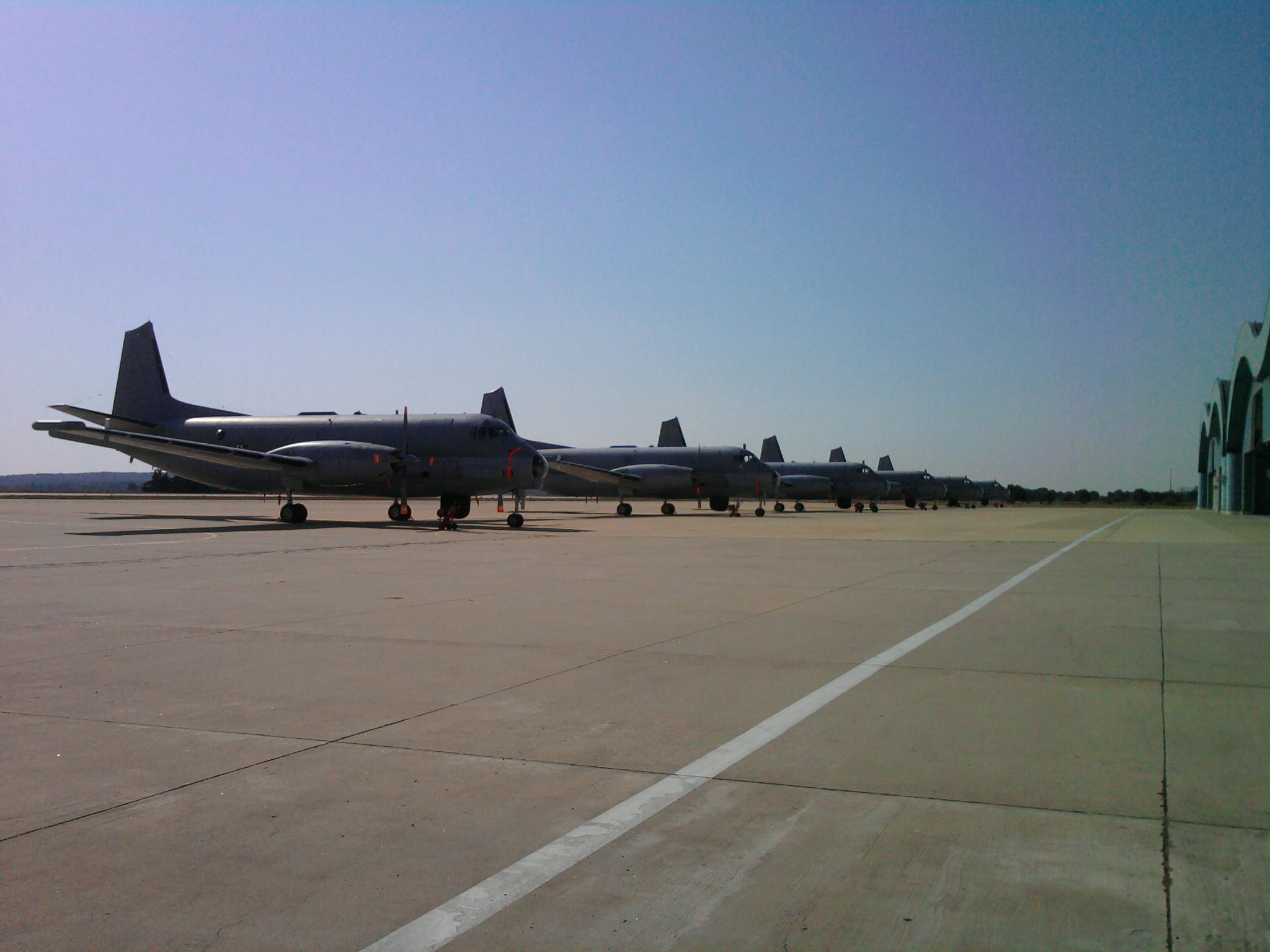
Parking 21F
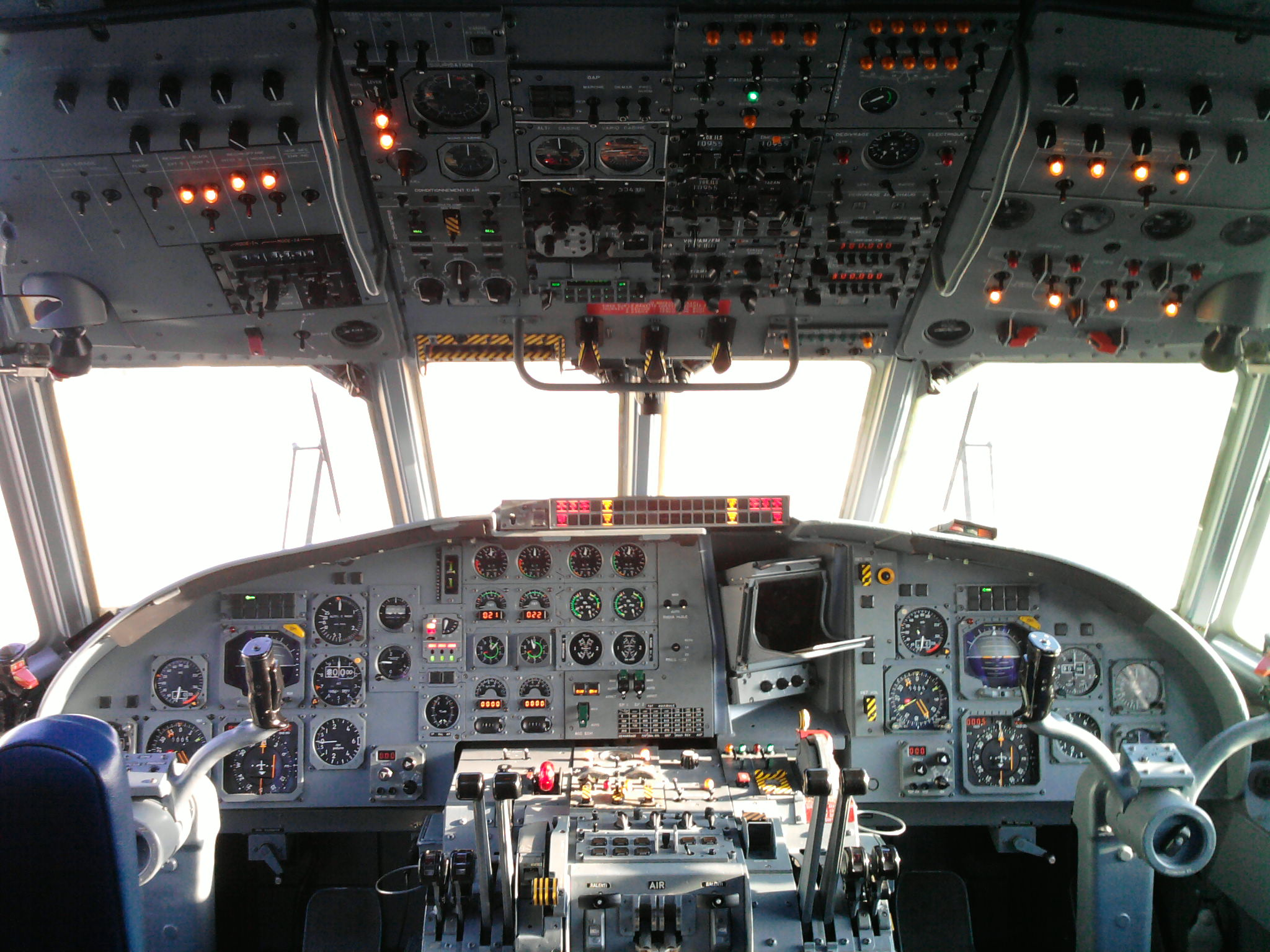
Cockpit ATL2

## Fanion
Le 24 mai 2012, son fanion est décoré de la croix de la valeur militaire avec une palme de bronze.